# Naturschutzgebiet Jellen
Koordinaten: 53° 38′ 7″ N, 12° 11′ 30″ O

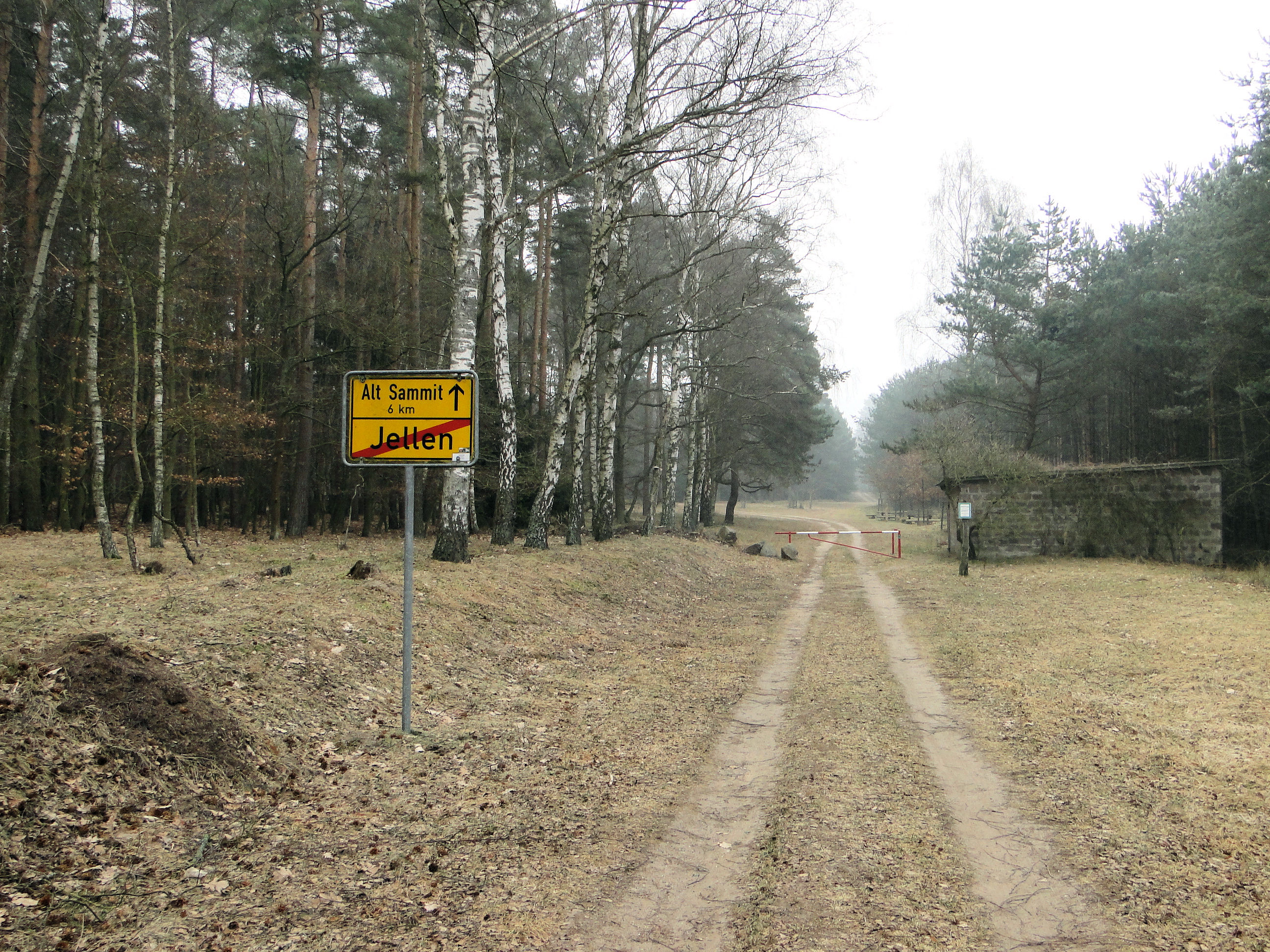
Blick vom Ort Jellen in Richtung des Naturschutzgebiets

Das Naturschutzgebiet Jellen ist ein Naturschutzgebiet in Mecklenburg-Vorpommern fünf Kilometer südwestlich der Stadt Krakow am See bzw. 3 Kilometer nordöstlich des Dorfes Jellen. Die Unterschutzstellung erfolgte 1957 als Naturwaldzelle mit einer Erweiterung im Jahr 1961. Aktuell wird eine Fläche von 24 Hektar abgedeckt mit dem Ziel, die Entwicklung eines 200-jährigen Altkiefernwaldes mit eingestreuten Wacholdergruppen zu schützen. Das Naturschutzgebiet liegt im Naturpark Nossentiner/Schwinzer Heide.
Der Gebietszustand ist befriedigend. Es entstehen durch Windwürfe lichte Stellen, wodurch nachfolgend Laubbaumarten einwandern können. Jedoch kommt es durch die hohe Dichte an Schalenwild kaum zu einer tragfähigen Naturverjüngung, so dass die Bestände stellenweise Hutewaldcharakter aufweisen.
Der Kiefernwald stockt auf nährstoffarmen Sanderflächen mit Rohhumus, die im Pommerschen Stadium der letzten Eiszeit entstanden.

## Nutzungsgeschichte
Eine von Slawen angelegte Siedlung ist als Ort Jellen seit 1369 urkundlich belegt. Zwar hatte das Kloster schon 1227 Anspruch auf das Land um Jellen, doch mag der kümmerliche Sandboden eine Ausdehnung als Klostergebiet vorerst verhindert zu haben. Jellen ging erst 1455 endgültig an das Kloster Dobbertin über und es folgte eine spontane Ausbreitung der Kiefer. Zur Zeit des Dreißigjährigen Krieges wurde Jellen 1633 von einem großen Kriegsruin heimgesucht und lag 1640 völlig wüst.
Erst nach 1700 wurde in Jellen ein selbstständiger Hof mit Verwalter als Meyerey, auch Schäferei genannt, eingerichtet. Auf der Wiebekingschen Karte von 1786 liegt das Gebiet noch unbewaldet, wird allerdings nicht mehr als Acker geführt. Acht Jahre später zeigt sich in der Schmettauschen Karte von 1794 bereits eine Kiefernbestockung, auf denen der heutige Baumbestand gründet. Der schlechte, sandige Ackerboden wurde durch das Klosteramt zur Aufforstung freigegeben. Die Feldmark um Jellen wurde nun vom Forsthof Schwinz, das zum Dobbertiner Klosterforstamt gehörte, verwaltet.
Die Gebiete wurden in diesen Zeiten auch als Waldweide für Rinder genutzt. Unter den alten Kiefern konnte sich der gegen Verbiss durch Haustiere geschützte Gemeine Wacholder gut entwickeln, wie Reste des heutigen Wacholderbestandes bezeugen.
Zu DDR-Zeiten wurden die Kiefern zur Harz-Gewinnung genutzt, ein sechs Hektar umfassender Teil der Fläche kahl geschlagen und mit Kiefern aufgeforstet.

## Pflanzen- und Tierwelt
Den Boden bedecken Drahtschmiele, Rot-Schwingel und Harz-Labkraut. An Brutvögeln sind im Gebiet Baumfalke, Schwarzspecht, Hohltaube (Columba oenas), Neuntöter, Wendehals, Seeadler, Kolkrabe und zahlreiche Meisenarten nachgewiesen. Weiterhin können Fledermausarten, wie der Große Abendsegler (Nyctalus noctula), die Rauhautfledermaus (Pipistrellus nathussii) und das Braune Langohr beobachtet werden. Sie nutzen den Höhlenreichtum der alten Kiefern zur Brut bzw. als Quartier zur Aufzucht der Jungen.

### Gedruckte Quellen
- Mecklenburgisches Urkundenbuch (MUB)

### Ungedruckte Quellen
- Landeshauptarchiv Schwerin (LHAS)
  - LHAS 5.12-4/2 Mecklenburgisches Ministerium für Landwirtschaft, Domänen und Forsten.

## Karten
- Topographisch oekonomisch und militaerische Charte des Herzogthums Mecklenburg-Schwerin 1758 Klosteramt Dobbertin mit der Sandpropstei vom Grafen Schmettau.
- Wirtschaftskarte Forstamt Dobbertin 1927/1928.
- Offizielle Rad- und Wanderkarte Naturpark Nossentiner/Schwinzer Heide 2010.